# St. Pankratius (Oberrohr)

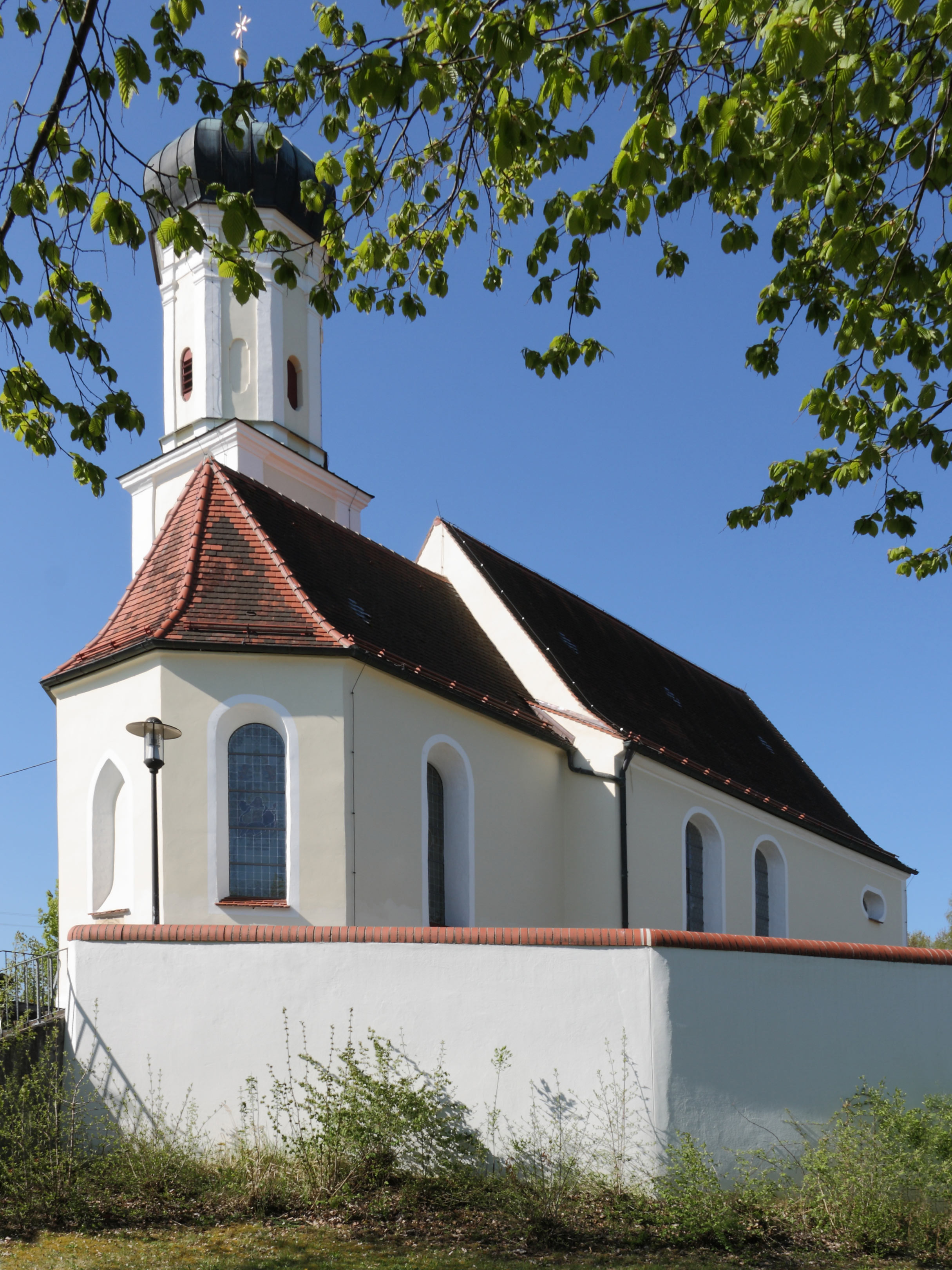
St. Pankratius in Oberrohr

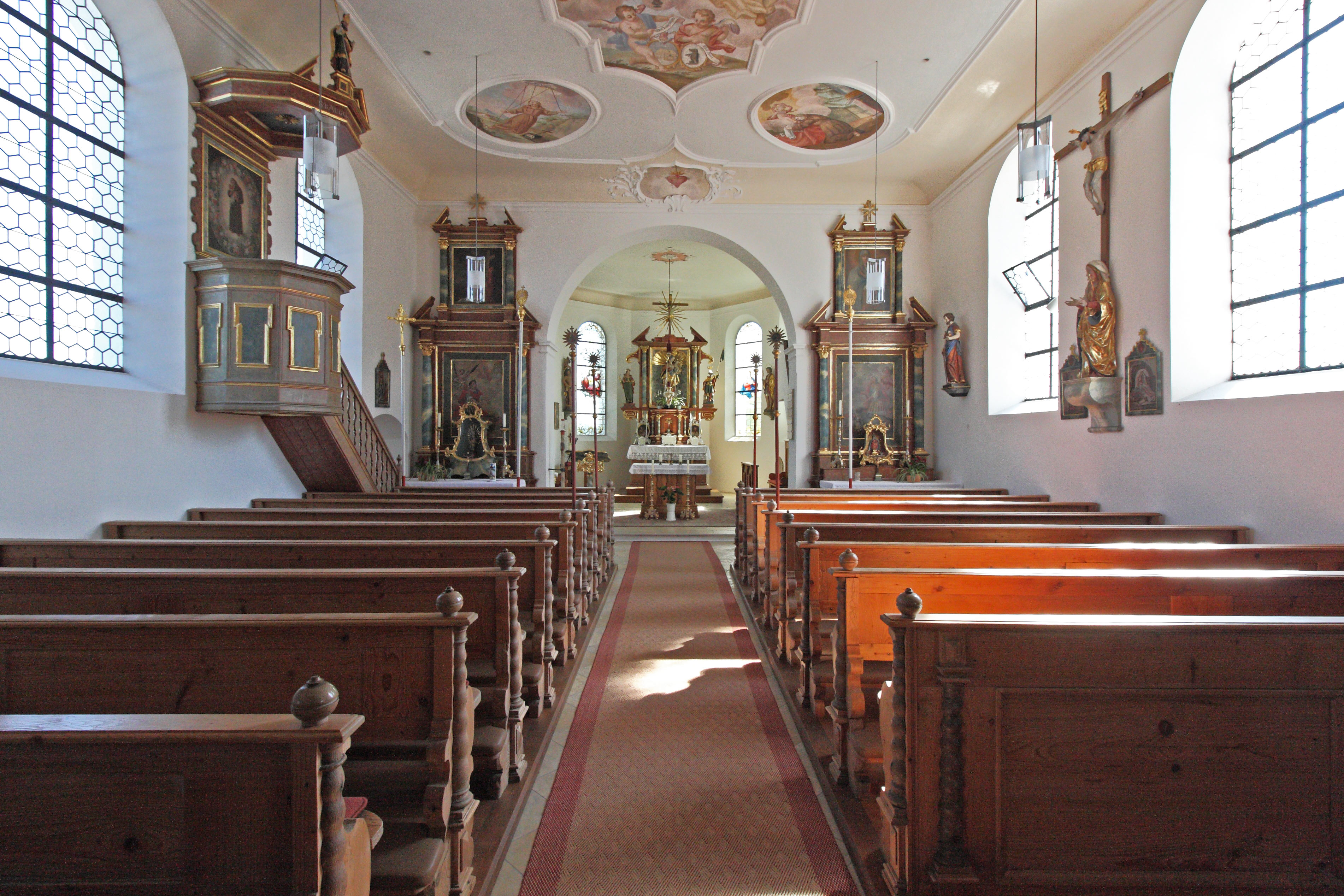
Blick zum Chor

Die römisch-katholische Filialkirche St. Pankratius steht in Oberrohr, einem Gemeindeteil von Ursberg im schwäbischen Landkreis Günzburg in Bayern. Das denkmalgeschützte Bauwerk ist in der Liste der Baudenkmäler in Ursberg unter der Nr. D-7-74-116-20 eingetragen.

## Beschreibung
Die Saalkirche wurde im frühen 17. Jahrhundert errichtet. Sie besteht aus einem Langhaus, einem eingezogenen, dreiseitig geschlossenen Chor im Osten und einem Chorflankenturm an der Südwand des Chors, dessen untere Geschosse um 1660 entstanden sind. Er wurde 1737 mit einem Geschoss mit Pilastern an den acht Ecken aufgestockt, das den Glockenstuhl beherbergt. Der Innenraum des Langhauses ist mit einer Flachdecke überspannt, ebenso der des Chors. Der um 1620 gebaute Hochaltar wird Christoph Rodt zugeschrieben. Auf dem Altarretabel ist ein Marienbildnis dargestellt. An der nördlichen Langhauswand befindet sich eine Kopie eines Gnadenbildes aus dem Fürstbischöflichen Lyceum in Freising.